# Зелений фургон (фільм, 1959)
«Зелений фургон» (рос. «Зелёный фургон») — український радянський художній фільм за  однойменною повістю Олександра Козачинського, знятий в 1959 році на Одеській кіностудії. В 1983 році був знятий однойменний ремейк. Режисер: Генрих Габай; сценарист: Григорій Колтунов; оператор: Радомир Василевський.

## Сюжет
Дія фільму відбувається в 1920 році. Після наступної зміни влади в Одесу прибула Червона Армія. Молодий гімназист Володя Козаченко з інтелігентної родини та мріями про славу сищика подається в міліцію, в лавах якої в основному присутні невмілі і випадкові громадяни…

## У ролях
- Володимир Колокольцев — Володя Козаченко
- Микола Волков — батько Володі
- Віктор Мізіненко —  Віктор Прокопович Шестаков
- Юрій Тимошенко — Грищенко, сільський міліціонер
- Ольга Лисенко — Маруся Цимбалюк
- Василь Векшин — «Красунчик»
- Дмитро Мілютенко — Дід Тарас
- Роман Філіппов — Федько Бик
- Віктор Шугаєв — Червень
- Кость Кульчицький — хазяїн фургону
- Станіслава Шиманська — селянка (немає в титрах)